# Dryopsophus verrucosus
Espèce
Synonymes
- Cyclorana verrucosus Tyler & Martin, 1977
- Cyclorana verrucosa Tyler & Martin, 1977
- Litoria verrucosa Tyler & Martin, 1977

Statut de conservation UICN

 LC  : Préoccupation mineure
Dryopsophus verrucosus est une espèce d'amphibiens de la famille des Pelodryadidae.

## Répartition
Cette espèce est endémique d'Australie. Elle se rencontre à l'intérieur des terres du Sud-Est du Queensland et dans le centre de la Nouvelle-Galles du Sud, à l'Ouest de la cordillère australienne. La zone de répartition de cette espèce est d'environ 391 700 km2.

## Description
L'holotype de Dryopsophus verrucosus, une femelle gravide, mesure 43,8 mm. Les paratypes mesurent quant à eux de 37,3 à 45 mm pour les mâles et de 37,2 à 49,2 mm pour les femelles. Cette espèce a la face dorsale vert olive très pâle, de petites taches sombres au niveau des verrucosités et des zones intermédiaires gris foncé. Sa dos présente également une ligne vertébrale blanche extrêmement fine. Sa tête est ornée d'une fine ligne sombre s'étendant de la pointe du museau jusqu'à l’œil puis s'élargissant en une grande tache recouvrant le tympan. La face interne de ses cuisses est brun foncé taché de pâle. Sa face ventrale est crème terne avec des mouchetures éparses peu distinctes brun clair sous la mâchoire.

## Étymologie
Son nom d'espèce, du latin verrucōsa, « qui porte des verrues », lui a été donné en référence à l'aspect de sa peau.

## Publication originale
- Tyler & Martin, 1977 : Taxonomic studies in some leptodactylid frogs of the genus Cyclorana Steindachner. Records of the South Australian Museum, vol. 17, p. 261-276 (texte intégral).